# جوناثان غوف
جوناثان غوف (بالإنجليزية: Jonathan Goff)‏ هو لاعب كرة قدم أمريكية أمريكي، ولد في 12 ديسمبر 1985 في أتلانتا في الولايات المتحدة.

## وصلات خارجية
- جوناثان غوف على موقع مرجع كرة القدم المحترفة.كوم (الإنجليزية)